# نظام أباد (كوهباية)
نظام أباد (بالفارسية: نظام‌آباد) هي قرية تقع في إيران في قسم كوهبایة الريفي. يقدر عدد سكانها بـ 222 نسمة .